# Sleep When I'm With You
Sleep When I'm With You is een lied van de Nederlandse indiepopband The Indien. Het werd in 2023 als single uitgebracht.

## Achtergrond
Sleep When I'm With You is geschreven door Rianne Walther, Casper Talsma en Bastiaan Langebaek en geproduceerd door The Indien en Thijs van der Klugt. Het is een lied uit het genre indiepop. Sleep When I'm With You onderzoekt de hoogte- en dieptepunten van een langdurige relatie en weerspiegelt de verwarring en gemengde emoties die gepaard gaan met diep in de problemen zitten.

## Hitnoteringen
Het nummer wist de Nederlandse hitlijsten niet te behalen. Op NPO Radio 2 werd het nummer tot TopSong uitgeroepen.